# Палермская шкала
Пале́рмская шкала́ (Палермская техническая шкала опасности столкновений) или шкала Палермо — логарифмическая шкала, используемая астрономами для оценки потенциальной опасности от воздействия околоземных объектов. При создании шкалы опасности используют данные о кинетической энергии и вероятности столкновения Земли с околоземным объектом. Туринская шкала похожа на Палермскую, но она является менее сложной и используется для простых описаний.

## Расчёт рейтинга
Для расчёта потенциальной опасности столкновения разработчиками шкалы было введено понятие «нормализованный риск», которое отражает вероятность столкновения тела с Землёй, взвешенная по отношению к вероятности столкновения с Землёй тел такой же или большей энергии за время, оставшееся до предполагаемого столкновения. Нормализованный риск {\displaystyle R} вычисляется по следующей формуле:
{\displaystyle R={\frac {P_{I}}{0,03E^{-4/5}\Delta T}}}, где
{\displaystyle P_{I}} — вероятность столкновения
{\displaystyle E} — энергия падающего тела в мегатоннах
{\displaystyle \Delta T} — время до столкновения в годах
Для получения значения по Палермской шкале {\displaystyle P} необходимо получить десятичный логарифм от нормализованного риска:
{\displaystyle P=\lg R}
Исходя из этого определения, события, имеющие оценку 0, представляют такую же угрозу, которую создаёт естественный фон тел такой же или большей энергией, способных сблизиться с Землёй. Значение шкалы −2 означает, что тело представляет в сто раз меньшую опасность по сравнению с фоном. Оценка +2 будет указывать на вероятность в 100 раз выше фонового уровня. Рейтинг от 0 до −2 по Палермской шкале указывает на ситуации, которые требуют тщательного мониторинга. Рейтинг менее −2 указывает на практическое отсутствие вероятности столкновения.

## Положительный рейтинг
Астероид (89959) 2002 NT7 был первым околоземным объектом, получившим положительное значение по Палермской шкале, равное 0,06, что указывало на более высокую вероятность столкновения с Землей, чем фоновые события. Но после серии измерений положения астероида его орбита была уточнена и его рейтинг был понижен до уровня менее −2. В течение краткого периода в конце декабря 2004 года астероид Апофис принадлежал рекорд опасности по Палермской шкале со значением 1,10 для возможного столкновения в 2029 году. Значение 1,10 показывало, что вероятность столкновения с этим объектом оценивалась как в 12,6 раза больше, чем фоновая. При дальнейших наблюдениях за астероидом вероятность столкновения в 2029 году была исключена.

## Современные наивысшие значения
На январь 2024 года наибольшее значение по Палермской шкале имеет астероид (29075) 1950 DA диаметром 1,3 км со значением −0,93 для возможного столкновения 16 марта 2880 года с вероятностью 0,038% (1 к 2600). Скорость столкновения может составить 14,1 км/с (в модели с безмассовой Землёй).
В конце января 2025 года астероиду 2024 YR4 присвоен наивысший рейтинг опасности, что впервые запустило глобальные процедуры плана планетарной защиты от астероидов, после того, как последние наблюдения подтвердили, что вероятность его столкновения с Землей 22 декабря 2032 года составляет 1 к 77 (1,3%).
К 6 февраля 2025 года шанс столкновения 2024 YR4 с Землёй возрос до 2,3%.